# Adam Okruaschwili
Adam Okruaschwili (georgisch ადამ ოქრუაშვილი; * 1. Januar 1989) ist ein georgischer Judoka. 2015 war er Weltmeisterschaftsdritter und Europameister. 2013, 2014 und 2017 war er Europameisterschaftszweiter.

## Sportliche Karriere
Adam Okruaschwili kämpft im Schwergewicht, der Gewichtsklasse über 100 Kilogramm. 2011 und 2014 war er in dieser Gewichtsklasse georgischer Meister.
Okruaschwili war Zweiter der Kadetteneuropameisterschaften 2004 und Dritter der Junioreneuropameisterschaften 2005. 2007 gewann er eine Bronzemedaille bei der Universiade in Bangkok. 2009 fanden die Europameisterschaften in Tiflis statt. Okruaschwili belegte den siebten Platz, nachdem er im Viertelfinale gegen den Niederländer Grim Vuijsters verloren hatte. Bei den Weltmeisterschaften 2010 schied Okruaschwili sowohl im Schwergewicht gegen den Deutschen Andreas Tölzer als auch in der offenen Klasse gegen den Japaner Keiji Suzuki frühzeitig aus. Im Jahr darauf erreichte er bei den Weltmeisterschaften 2011 das Schwergewichts-Achtelfinale und unterlag dann dem Südkoreaner Kim Sung-min. Bei den Europameisterschaften 2012 unterlag er im Viertelfinale dem Litauer Marius Paškevičius und im Kampf um eine Bronzemedaille dem Polen Janusz Wojnarowicz. Bei den Olympischen Spielen 2012 in London schied er in der ersten Runde gegen Andreas Tölzer aus.
2013 erreichte Okruaschwili bei den Europameisterschaften in Budapest mit einem Sieg über den Slowenen Matjaž Ceraj das Finale, dort unterlag der 1,89 m große Georgier dem 2,03 m großen Franzosen Teddy Riner. Okruaschwili und Riner trafen auch im Halbfinale der Weltmeisterschaften in Rio de Janeiro aufeinander und erneut siegte der Franzose. Okruaschwili belegte den fünften Platz, nachdem er den Kampf um Bronze gegen den Tunesier Faicel Jaballah verloren hatte. 2014 erreichte der Georgier mit einem Halbfinalsieg über den Deutschen André Breitbarth das Finale bei den Europameisterschaften in Montpellier und gewann wie im Vorjahr Silber hinter Teddy Riner. Bei den Weltmeisterschaften 2014 schied Okruaschwili im Achtelfinale gegen den Niederländer Roy Meyer aus. 2015 fanden die Europameisterschaften im Rahmen der in Baku ausgetragenen Europaspiele 2015 statt. Okruaschwili bezwang im Viertelfinale seinen Landsmann Lewan Matiaschwili und im Halbfinale den Litauer Marius Paškevičius. Den Titel gewann er gegen den Israeli Or Sasson. Bei den Weltmeisterschaften in Astana bezwang er im Viertelfinale den Deutschen Sven Heinle und verlor im Halbfinale gegen den Japaner Ryū Shichinohe. Im Kampf um Bronze besiegte er den zweiten Deutschen André Breitbarth. Bei den Europameisterschaften 2016 unterlag er im Achtelfinale dem Ukrainer Oleksandr Hordijenko (ukrainisch Олександр Гордієнко). Bei den Olympischen Spielen 2016 in Rio de Janeiro verlor er wie vier Jahre zuvor seinen Auftaktkampf, diesmal gegen den Japaner Hisayoshi Harasawa.
2017 erreichte Okruaschwili mit einem Sieg über den Polen Maciej Sarnacki das Finale bei den Europameisterschaften in Warschau. In einem rein georgischen Finale unterlag er dem sechs Jahre jüngeren Guram Tuschischwili. Bei den Weltmeisterschaften 2017 belegte Okruaschwili nach einer Viertelfinalniederlage gegen den Ungarn Barna Bor den siebten Platz. In den Jahren 2018 und 2019 nahm Okruaschwili nicht an internationalen Meisterschaften teil, kämpfte aber bei Grand-Prix-Turnieren.